# Héctor Alterio
Héctor Benjamín Alterio Onorato (Buenos Aires, 21 de septiembre de 1929) es un actor argentino-español partícipe en teatro, cine y televisión. Es uno de los artistas más destacados de su generación, y ha trabajado prolíficamente tanto en su país como en España, donde se encuentra radicado desde hace décadas y donde mantiene ciudadanía.
En su extensa carrera interpretó tanto papeles protagonistas como secundarios, convirtiéndose en un símbolo a nivel internacional de la cinematografía y el teatro. Actualmente y con más de noventa años continúa trabajando, y es ampliamente considerado como uno de los actores hispanohablantes con mayor prestigio de ambos lados del Atlántico.

## Biografía
Héctor Benjamín Alterio Onorato nació el 21 de septiembre de 1929 en Buenos Aires, Argentina. Es de ascendencia italiana, sus padres eran originarios de Carpinone, comune de la provincia de Isernia, región de Molise.
Su debut en los escenarios se produjo en 1948, cuando protagonizó Prohibido suicidarse en primavera, una obra escrita en 1937 por Alejandro Casona. Al finalizar sus estudios de arte dramático, crea la compañía Nuevo Teatro en 1950, que le supone ser un renovador de la escena argentina de la década del 60, tuvo la compañía a pleno rendimiento hasta 1968.
Sin embargo se hizo famoso sobre todo por sus trabajos en el cine que empezaron en 1965 con Todo sol es amargo, de Alfredo Mathé. Durante los años siguientes Alterio intervino en algunas de las mejores películas de la entonces nueva generación de cineastas argentinos. Ha hecho colaboraciones con Fernando Ayala en Argentino hasta la muerte, 1970; Juan José Jusid en La fidelidad, 1970; Héctor Olivera en La venganza del Beto Sánchez, 1972 y La Patagonia rebelde, 1974, Oso de Plata en Berlín. Y con el más destacado de ellos, Leopoldo Torre Nilsson en El santo de la espada, 1969, La maffia, 1971 y Los siete locos, 1972.
En 1975, mientras se encontraba en España, fue amenazado de muerte por la Triple A, por lo que decide no regresar a su país y residir desde entonces en España, donde consiguió también la nacionalidad española. Se reunieron con él su esposa Modesta Ángela Bacaicoa Destéfano, y sus hijos Ernesto Alterio (1970) y Malena Alterio (1974), que han seguido sus pasos como actores.
Desde su exilio en 1975, Alterio también ha tenido participación en muchas producciones españolas, dejando memorables creaciones en A un dios desconocido (1977) de Jaime Chávarri, con la que obtuvo el premio al mejor actor en el Festival de San Sebastián; El crimen de Cuenca (1979) de Pilar Miró; El nido (1980) de Jaime de Armiñán, película nominada al Óscar y premio al mejor actor de la Asociación de Cronistas de Nueva York; o Don Juan en los infiernos (1991) y El detective y la muerte (1994); ambas películas de Gonzalo Suárez.
Sin embargo, no dejó de participar en numerosas películas de su país de origen, en donde fue uno de los protagonistas principales en cuatro de las primeras cinco películas de ese país que llegaron a ser candidatas en la instancia final del Óscar a la mejor película de habla no inglesa, e incluso una de ellas lo ganó. Dichas películas fueron: La tregua (1974), Camila (1984), La historia oficial (1985) (que ganó el premio), y El hijo de la novia (2001).
En Vientos de agua, una serie de televisión hispano argentina de 13 episodios, que narra el fenómeno de la inmigración a través del exilio de un español hacia la Argentina, huyendo de problemas políticos y el retorno de su hijo en 2001 debido a la crisis económica de ese país. En ella actuaron tanto él como su hijo (en realidad ambos hacían el mismo personaje, sólo que Héctor realizó las escenas en que el protagonista aparece de anciano y Ernesto las de joven, razón por la cual no se cruzaron nunca en el desarrollo de la serie).
En 2004 recibió el Goya de Honor y en 2008 el Cóndor de Plata por su trayectoria profesional.
Es un reconocido hincha de Chacarita Juniors por su tío el arquero Eduardo Alterio, alias Pibona, quien fue el primer arquero en marcar un gol en el profesionalismo.

## Premios
Premios Cóndor de Plata
| Año  | Categoría              | Película             | Resultado |
| ---- | ---------------------- | -------------------- | --------- |
| 1973 | Mejor actor de reparto | La maffia            | Ganador   |
| 1986 | Mejor actor            | La historia oficial  | Nominado  |
| 1988 | Mejor actor de reparto | Sofía                | Nominado  |
| 1994 | Mejor actor de reparto | Tango feroz          | Nominado  |
| 1998 | Mejor actor            | Cenizas del paraíso  | Nominado  |
| 2001 | Mejor actor de reparto | Las huellas borradas | Nominado  |
| 2002 | Mejor actor de reparto | El hijo de la novia  | Nominado  |
| 2003 | Mejor actor            | Corazón de fuego     | Nominado  |
| 2008 | Premio honorífico      | Trayectoria          | Ganador   |

Premios Goya
| Año  | Categoría     | Película    | Resultado |
| ---- | ------------- | ----------- | --------- |
| 2003 | Goya de honor | Trayectoria | Ganador   |

Medallas del Círculo de Escritores Cinematográficos
| Año  | Categoría              | Película            | Resultado |
| ---- | ---------------------- | ------------------- | --------- |
| 2001 | Mejor actor secundario | El hijo de la novia | Ganador   |

Festival Internacional de Cine de San Sebastián
| Año  | Categoría                      | Película              | Resultado |
| ---- | ------------------------------ | --------------------- | --------- |
| 1977 | Concha de Plata al mejor actor | A un dios desconocido | Ganador   |

- Martín Fierro 1973 y 1996 al mejor actor dramático protagónico
- Premio Konex - Diploma al Mérito 1981 y 1991
- Premio Unión de Actores en 2004
- Premio Max en 2005
- Premio Konex - Mención Especial a la Trayectoria 2021

### Nominaciones
- Martín Fierro 2006 - mejor actor protagonista de unitario y/o miniserie

## Filmografía

### Cine
- Due uomini, quattro donne e una mucca depressa (2015)
- Fermín, glorias del tango (2014)
- Kamikaze (2014)
- Intrusos (2011)
- Amanecer de un sueño (2009)
- Un poco de chocolate (2008)
- En ninguna parte (2005)
- Semen, una historia de amor (2005)
- Incautos (2004)
- Noviembre (2003)
- Cleopatra (2003)
- Utopía (2003)
- Kamchatka (2002)
- El último tren (Corazón de fuego) (2002)
- Apasionados (2002)
- Cabeza de tigre (2001)
- Vidas privadas (2001)
- Nobel (2001)
- El hijo de la novia (2001) (Argentina, candidata al Óscar a la mejor película de habla no inglesa.)
- Plata quemada (2000)
- Los libros y la noche (2000)
- Esperando al mesías (2000)
- Un dulce olor a muerte (1999)
- Suenas en la mitad del mundo-cuentos ecuatorianos (1999)
- La mujer más fea del mundo (1999)
- Las huellas borradas (1999)
- Pequeños milagros (1998)
- Asesinato a distancia (1998)
- Diario para un cuento (1998)
- Cenizas del paraíso (1997)
- Memorias del ángel caído (1997)
- Caballos salvajes (1995)
- El detective y la muerte (1994)
- Muchas gracias maestro (1993) (inédita)
- Tango feroz: la leyenda de Tanguito (1993)
- El lado oscuro (1991, película hecha para televisión)[5]
- Don Juan en los infiernos (1991)
- Yo, la peor de todas (1990)
- Gentile Alouette (1990)
- El verano del potro (1989)
- El hombre de la deuda externa (1987)
- Barbablu Barbablu (1987)
- Sofía (1987)
- Mi general (1987)
- Manuel y Clemente (1986)
- Puzzle (1986)
- Contar hasta diez (1986)
- A la pálida luz de la Luna (1986)
- Adiós, Roberto (1985)
- La historia oficial de Luis Puenzo (1985) (Argentina, ganadora del Óscar a la mejor película de habla no inglesa.)
- Flesh + Blood (1985)
- Los chicos de la guerra (1984)
- El señor Galíndez (1984)
- De Grens (1984)
- Camila (1984) (Argentina, candidata al Óscar a la mejor película de habla no inglesa.)
- La mujer del juez (1983)
- El cuarteto Basileus (1982)
- Asesinato en el Comité Central (1982)
- Corazón de papel (1982)
- Antonieta (1982)
- Volver (1982)
- Kargus (1981)
- Te rompo el rating (1981) (aparición especial)
- Los viernes de la eternidad (1981)
- Tac-Tac (1981)
- El crimen de Cuenca (1980)
- El nido (1980) (Española, candidata al Óscar a la mejor película de habla no inglesa.)
- Tiro al aire (1980)
- F.E.N. (1979)
- Marian (1979)
- Memorias de Leticia Valle (1979)
- Serenata a la luz de la Luna (1979)
- Tres en... (1979)
- Las truchas (1978)
- ¿Qué hace una chica como tú en un sitio como éste? (1978)
- Tiempos de constitución (1978)
- Arriba Hazaña (1978)
- Asignatura pendiente (1977)
- A un dios desconocido (1977)
- Las palabras de Max (1977)
- La guerra de papá (1977)
- Pascual Duarte (1976)
- Cría cuervos (1975)
- La tregua (1974) (Argentina, candidata al Óscar a la mejor película de habla no inglesa.)
- La Patagonia rebelde (1974)
- El amor infiel (1974)
- Los golpes bajos (1974)
- Quebracho de Ricardo Wullicher (1974)
- Los siete locos (1973)
- Las venganzas de Beto Sánchez (1973)
- Paño verde (1973)
- La piel del amor (1973)
- La maffia (1972)
- Y que patatín...y que patatán   (1971)
- Argentino hasta la muerte (1971)
- El habilitado (1971)
- El santo de la espada (1970)
- La fidelidad (1970)
- Don Segundo Sombra (1969)
- Cómo seducir a una mujer (1967)

Participante
- País cerrado, teatro abierto (1990)

### Televisión
| Año       | Título             | Papel               | Canal               |
| --------- | ------------------ | ------------------- | ------------------- |
| 1986      | Segunda enseñanza  | José Ramón          | Televisión Española |
| 1994      | Canguros           | Alejandro Muñoz     | Antena 3            |
| 1995      | La Regenta         | Víctor Quintanar    | Televisión Española |
| 1996      | Alén, luz de luna  | Pedro Ledesma       | El Trece            |
| 2000      | El grupo           | Jorge Allende       | Telecinco           |
| 2001      | Tiempo final       | "Ep: "El desangaño" | Telefe              |
| 2002      | Cuéntame cómo pasó | Tío Gerardo         | Televisión Española |
| 2005      | 7 vidas            | Pedro Sangro        | Telecinco           |
| 2006      | Vientos de agua    | José Olaya (Padre)  | El Trece/ Telecinco |
| 2012-2013 | El barco           | Ventura Zúñiga      | Antena 3            |

## Teatro (selección)
- El Padre , de Florian Zeller, 2016
- En el estanque dorado, de Ernest Thompson, 2013
- La sonrisa etrusca, de José Luis Sampedro, 2012
- Dos menos, de Samuel Benchetrit, 2009.
- El túnel, de Ernesto Sabato, 2006
- Yo, Claudio, de Robert Graves, 2004
- Los gatos, de A. Gómez Arcos, 1992
- Viaje de un largo día hacia la noche, de Eugene O’Neill, 1991
- Amor de don Perlimplín con Belisa en su jardín, de Federico García Lorca, 1990
- Divinas palabras, de Valle-Inclán, 1976.
- Las cítaras colgadas de los árboles, de Antonio Gala, 1974.
- Sabor a miel, de Delaney, 1974.
- Casa de muñecas, de Henrik Ibsen, 1973.
- Un enemigo del pueblo, de Henrik Ibsen, 1972.
- La vuelta al hogar, de Harold Pinter, 1972
- Víctor o los niños en el poder, de Paul Vitrac, 1971.
- Las criadas, de Jean Genet, 1970.
- La Valija, de Julio Mauricio, 1967.
- Tres obras breves, de Enrique Wernicke, 1966.
- El mercader de Venecia, de William Shakespeare, 1965.
- Raíces, de A. Wesken, 1964.
- Lady Godiva, de Jean Canolle, 1963.
- Polvo púrpura, de Sean O´Cassey, 1963.
- Cuarta era, dee Giano y Sbaraglia, 1962.
- Bah!, no tiene importancia, de Pedro Herbstein, 1961.
- Sempronio, de Agustín Cuzzani, 1961
- La Promesa, de Arbuzov, 1960.
- La danza macabra, de August Strindberg, 1960.
- La Familia Lenoir, de Armand Salacrou, 1959.
- Muchacha de campo, de Clifford Odets, 1959.
- El Cajero que fue hasta la esquina, de Aurelio Ferretti, 1958.
- Los Indios estaban cabreros, de Agustín Cuzzani, 1958.
- La tinaja, de Luigi Pirandello, 1956.
- Bufones, de R. De San Secondo, 1956.
- La otra madre, de Maxim Gorki, 1956.
- Heredadas el viento, de Laurence y Lee, 1956.
- La Mujer del Corazón Pequeño, de F. Crommelynk, 1955.
- La pasión de Florencio Sánchez, de Wilfredo Giménez, 1955.
- Madre Coraje y sus hijos, de Bertolt Brecht, 1954.
- Demanda contra desconocido, de George Neveuk, 1953.
- Ese Camino Difícil, de Juan Carlos Ferra, 1953.
- El canto del cisne, de Anton Chéjov, 1952.
- Bajos fondos, de Máximo Gorki, 1951.
- El amor al prójimo, de Leonidas Andreiev, 1951.
- Medea, de Jean Anouilh, 1951.
- El Alquimista, de Ben Johnson 1950.
- La boda, de Anton Chéjov, 1950.
- Cándida, de Bernard Shaw, 1949.
- Cómo suicidarse en primavera, de Alejandro Casona, 1948.